# Jean-Pierre Carayon
Jean-Pierre Carayon (* 17. Februar 1943 in Béziers; † 12. Januar 2018 in Toulouse) war ein französischer Fußballspieler und -trainer. Mit der AS Monaco spielte er zeitweise in den 1960er und 1970er Jahren in der Division 1.

## Sportlicher Werdegang
Carayon begann mit dem Fußballspielen bei der AS Béziers. Dort rückte er als Ersatztorhüter hinter Babkin Hairabedian Anfang der 1960er Jahre in die Wettkampfmannschaft auf, die in der Division 2 antrat. Nach dem Abstieg aus der Zweitklassigkeit 1965 wechselte er in den Amateurbereich zu Gazélec FC Ajaccio. Mit dem Klub gewann er 1966 und 1968 jeweils das Championnat de France Amateur. In der Coupe de France 1967/68 erreichte er mit dem Klub zudem das Achtelfinale, dort musste sich der Amateurklub auswärts beim Erstdivionär Girondins Bordeaux mit 0:2 geschlagen geben. Auf dem Weg dorthin hatte die Mannschaft unter anderem den Erstligisten AS Monaco nach Verlängerung ausgeschaltet, dabei hatte sich Carayon ins Gedächtnis der monegassischen Vereinsverantwortlichen gespielt.
Carayon wechselte im Sommer 1968 zur AS Monaco, wo er als Nachfolger von Jean-Claude Hernandez vorgesehen war. Am Ende der Spielzeit 1968/69 verpasste er mit dem Klub über die Relegation gegen die AS Angoulême den Klassenerhalt. Nach einer Saison, die er wieder beim mittlerweile Zweitdivisionär Gazélec FC Ajaccio verbrachte, etablierte er sich ab 1970 als Stammtorhüter bei den Monegassen. In der folgenden Spielzeit stieg er als Staffelsieger mit dem Klub in die Erstklassigkeit auf, beim Turnier der drei Staffelsieger um den Titel der Zweitligameisterschaft wurde er mit der Mannschaft nach je Unentschieden gegen Paris Saint-Germain und OSC Lille Zweiter hinter dem Hauptstadtklub. Mit dem Aufsteiger bestritt er in der Spielzeit 1971/72 37 Erstligaspiele, stieg aber direkt wieder ab. Anschließend schloss er sich dem Zweitligisten FC Bourges an, bei dem er unter Trainer César Héctor González den Klassenerhalt schaffte. 1975 beendete er dort seine höherklassige Karriere.
Ab Sommer 1975 war Carayon als Spielertrainer beim Amateurklub CS Thonon in der Division d’Honneur in der Region Rhône-Alpes tätig. Den Klub führte er durch die Spielklassen bis zum Aufstieg in die Division 2 1979. Anschließend beendete er seine Spielertätigkeit, um sich auf das Traineramt zu konzentrieren. Als Aufsteiger erreichte er in der Spielzeit 1979/80 den vierten Tabellenplatz, in der Spielzeit 1981/82 zog er mit der Mannschaft als Vizemeister der Gruppe A hinter dem FC Toulouse in die Aufstiegsspiele zur Division 1 ein. Mit je zwei Siegen setzt sich jedoch der FC Mulhouse durch. Der Erfolg ließ sich jedoch nicht bestätigen und im April 1984 trat er gemeinsam mit Vereinspräsident Michel Frossard von seinem Amt zurück. 
Im Sommer 1985 übernahm Carayon den Amateurklub FC Perpignan, den er in seiner ersten Spielzeit in die Drittklassigkeit und 1991 in die zweite Liga führte. Am Ende der Spielzeit 1992/93 stieg er mit dem Klub wieder ab, als im Zuge einer Ligareform die zwei Zweitligastaffeln zusammengefasst wurden. Der fortan mit finanziellen Problemen kämpfende Klub rutschte auch in der Drittklassigkeit in den Abstiegskampf, im März 1997 musste Carayon gehen – zum Saisonende stand der Gang in die Viertklassigkeit.
Im Sommer 1999 übernahm Carayon das Traineramt beim ambitionierten Drittligisten Paris FC, nach nur einem Sieg in den ersten sieben Saisonspielen wurde er jedoch frühzeitig entlassen. Unter Nachfolger Robert Buigues stieg der Klub am Saisonende ebenfalls in die Viertklassigkeit ab.